# Llucmajor
Llucmajor (hiszp. Lluchmayor)  – gmina w Hiszpanii, w prowincji Baleary, we wspólnocie autonomicznej Balearów, o powierzchni 327,33 km². W 2011 roku gmina liczyła 36 994 mieszkańców.